# 27. Sinfonie (Haydn)
Die Sinfonie G-Dur Hoboken-Verzeichnis I:27 komponierte Joseph Haydn zwischen 1757 und 1760. Nach dem Fund einer Abschrift im Jahr 1946 in Rumänien kam es zur vermeintlichen „Uraufführung“ des zunächst für unbekannt gehaltenen Werkes.

## Allgemeines

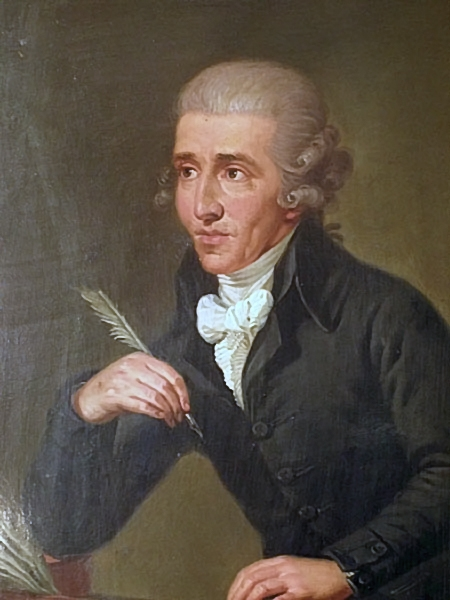
Joseph Haydn (Gemälde von Ludwig Guttenbrunn, um 1770)

Die Sinfonie Hoboken-Verzeichnis I:27 komponierte Joseph Haydn zwischen 1757 und 1760 während seiner Anstellungszeit beim Grafen Morzin.
Im Jahr 1946 wurde in der Brukenthal’schen Sommerresidenz in Freck bei Hermannstadt in Siebenbürgen die Abschrift einer angeblich bisher unbekannten Sinfonie Josef Haydns entdeckt. Diese stammt aus dem Jahr 1786 und wurde am 29. Januar 1950 in Bukarest unter stürmischem Beifall „uraufgeführt“. Später stellte sich heraus, dass es sich um die bereits 1907 veröffentlichte Sinfonie Hoboken-Verzeichnis I:27 handelte.  Teilweise wird das Werk daher auch als „Hermannstädter“ oder „Brukenthal“-Sinfonie bezeichnet.
Zum Anlass der Ernennung von Hermannstadt (Sibiu) zur Europäischen Kulturhauptstadt im Jahr 2007 schrieb Franz Koglmann das Auftragswerk Nächtliche Spaziergänge, in dem er Zitate von Emil Cioran mit Motiven aus Haydns Sinfonie kombiniert.

## Zur Musik
Besetzung:  zwei Oboen, zwei Hörner, zwei Violinen, Viola, Cello, Kontrabass. Zur Verstärkung der Bass-Stimme wurden damals auch ohne gesonderte Notierung ein Fagott und Cembalo-Continuo (sofern im Orchester vorhanden) eingesetzt, wobei über die Beteiligung des Cembalos in der Literatur unterschiedliche Auffassungen bestehen.
Aufführungszeit:  ca. 15 Minuten (je nach Einhalten der vorgeschriebenen Wiederholungen)
Bei den hier benutzten Begriffen der Sonatensatzform ist zu berücksichtigen, dass dieses Schema in der ersten Hälfte des 19. Jahrhunderts entworfen wurde (siehe dort) und von daher nur mit Einschränkungen auf ein um 1758 komponiertes Werk übertragen werden kann. – Die hier vorgenommene Beschreibung und Gliederung der Sätze ist als Vorschlag zu verstehen. Je nach Standpunkt sind auch andere Abgrenzungen und Deutungen möglich.

### Erster Satz: Allegro molto
G-Dur, 4/4-Takt, 108 Takte

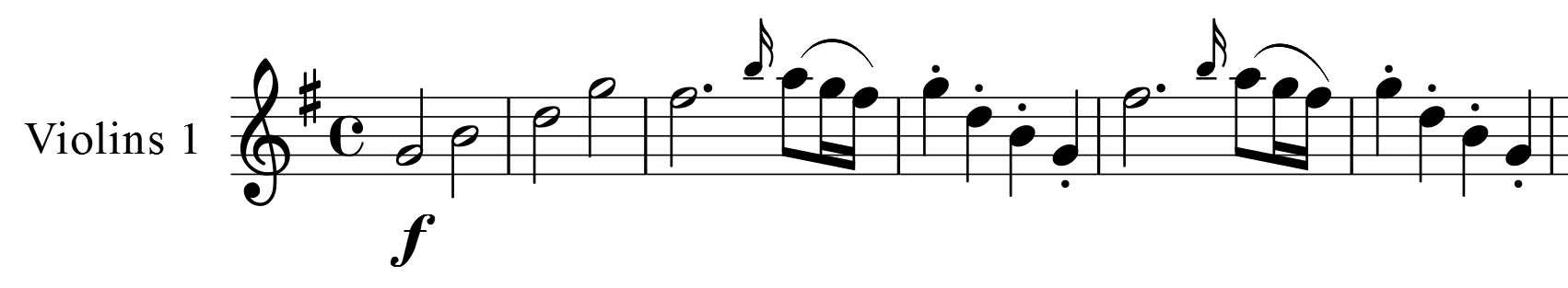
Beginn des Allegro molto

Der Satz beginnt forte mit dem ersten Thema (Takt 1 bis 10). Das Kopfmotiv enthält einen „raktetenartig“ aufsteigenden G-Dur – Akkord in halben Noten der Oboen, Hörnern und 1. Violine unter flächenhaftem Tremolo der übrigen Streicher. Das aufsteigende Dreiklangsthema und der kompakte Orchesterklang erinnern an die Mannheimer Schule. In Takt 3 wird der Leitton Fis erreicht, wodurch Haydn „eine starke dominantische Spannung schafft, die dem Thema ein sehr unverwechselbares, von innerer Dynamik erfülltes Gepräge gibt.“ Das weitere Material des ersten Themas besteht aus absteigenden G-Dur – Akkorden und großen Intervallsprüngen in halben Noten unter den weiterhin tremolierenden tiefen Streichern. Die Tremolofiguren setzen sich auch in der anschließenden, überwiegend auf Dreiklangsbildungen basierenden Melodielinie fort. Energische Akkordschläge auf D leiten ab Takt 18 eine Passage ein, bei der ein neues rhythmisches Motiv mit Wechselnote in Sechzehnteln und Oktavsprung („Wechselnotenmotiv“) zuerst in der Viola auftritt, dann auch von den Violinen im Wechsel mit Synkopenbegleitung übernommen wird, während die schreitende Akkordbewegung vom Bass an den Kopf vom ersten Thema erinnert. Aufstrebende Unisono-Tonleiterfiguren kündigen das zweite Thema in der Dominante D-Dur an.
Dieses steht (erstmals im Satz) im Piano und wird nur von den Streichern vorgetragen. Es hat einen imitatorischen Beginn in halben Noten (die etwas an den Satzanfang erinnern), greift dann die bereits vorhandene Achtelbewegung der 2. Violine auf und schwenkt in der zweiten Hälfte nach d-Moll um. Die Schlussgruppe steht wiederum im Forte und enthält mit dem „Wechselnotenmotiv“, den Unisono-Tonleiterfragmenten und Tremolo einige Elemente des bisherigen Geschehens.
Die Durchführung fängt mit dem ersten Thema in D-Dur an, gefolgt von einer Abfolge aus Wechselnotenmotiv, Unisonotonleiter und Tremolo. Im weiteren Verlauf wird die Passage mit dem Wechselnotenmotiv im Quintenzirkel abwärts geführt über e-Moll, a-Moll, D-Dur und G-Dur. Die Reprise ab Takt 68 ist wie die Exposition strukturiert. Exposition sowie Durchführung und Reprise werden wiederholt.

### Zweiter Satz: Andante: siciliano

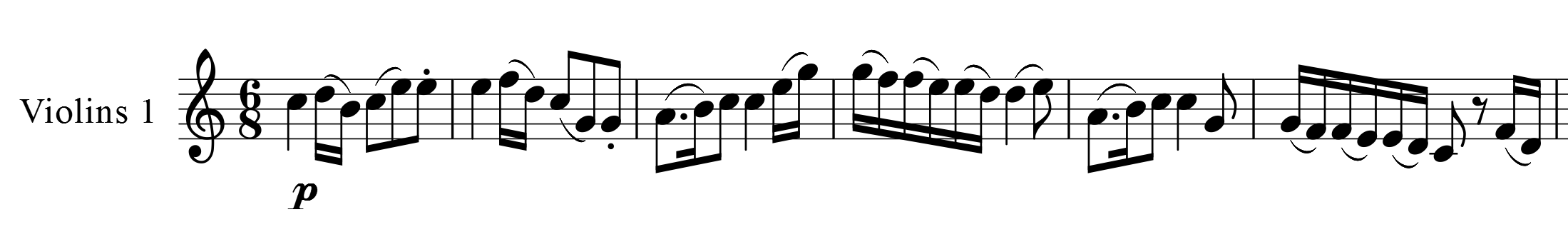
Beginn des Andante

C-Dur, 6/8-Takt, 49 Takte
Im Andante ist die 1. Violine mit einer sanglichen Melodie stimmführend über der in durchlaufenden Sechzehnteln begleitenden 2. Violine und den im Pizzicato mit grundierenden Noten begleitenden Viola und Bass. Die Violinen spielen gedämpft. Durch diese Struktur, den (für damalige langsame Sätze von Haydns Sinfonien ungewöhnlichen) 6/8-Takt und die teils vorhandenen punktierten Rhythmen in der Melodie entsteht eine serenadenhaft-pastorale Atmosphäre, wie sie für das namensgebende Siciliano kennzeichnend ist.
Die Exposition des Satzes besteht aus drei Teilen, die jeweils durch Pausen getrennt sind: dem „Hauptthema“ in der Tonika C-Dur (Takt 1 bis 7) mit punktierten Rhythmus in Takt 3 und 5 sowie absteigenden Sekundketten in gleichmäßigen Sechzehnteln (Takt 4 und 6), dem „zweiten Thema“ in der Dominante G-Dur mit stärkerem Hervortreten des punktierten Rhythmus und einer abschließenden „Schlussgruppe“ ebenfalls in G-Dur, die das Kopfmotiv vom zweiten Thema und (als Variante der Sekundketten) Terzketten in gleichmäßigen Sechzehnteln enthält. Die Schlusswendungen vom ersten Thema und der Schlussgruppe sind strukturell gleich.
Die Durchführung variiert das Kopfmotiv vom ersten Thema und – in einer längeren Moll-Passage – den Kopf vom ersten Thema sowie die gleichmäßigen Sechzehntelketten. Die Reprise ist ähnlich der Exposition strukturiert, allerdings ist das „erste Thema“ um einen Takt verkürzt, das „zweite Thema“ dafür um einen Takt verlängert. Exposition sowie Durchführung und Reprise werden wiederholt.

„Dieses von bestrickend süßer Cantabilität erfüllte Andante mit seinen gedämpften Streichern atmet (…) ganz und gar italienische Atmosphäre. Der Satz stellt ein Unikum in Haydns Sinfonien dar, denn im Gegensatz zu Mozart, der auf seinen drei Italienreisen die Einflüsse italienischer Musik in reichem Maße in sich aufsog, spielen derartige Einflüsse bei Haydn nur eine ganz untergeordnete Rolle.“

### Dritter Satz: Presto
G-Dur, 3/8-Takt, 112 Takte
Der letzte Satz hat wie für zeitgenössische Sinfonien üblich den Charakter eines „Kehraus“. Das Presto beginnt mit dem Hauptthema aus zwei viertaktigen, kontrastierenden Hälften, wobei die erste Hälfte im Forte mit ihrem aufsteigenden G-Dur – Akkord im Bass an den Anfang des Allegro molto erinnert. Das Thema wird wiederholt und geht in eine Passage mit großen Intervallsprüngen und mehreren, rasanten aufsteigenden Tonleiterfolgen über. Die kurze Schlussgruppe ist durch Unisonogänge geprägt.
Der Mittelteil ist nur für Streicher gehalten und greift zunächst die Unisonogänge der Schlussgruppe auf. In Takt 47 folgt ein zum vorigen Geschehen kontrastierender Mollteil im Piano, der ab Takt 51 nur von den Violinen gespielt wird. Die Achtelbewegung mit der abgesetzten Bewegung in Sekunden erinnert an die zweite Hälfte des Hauptthemas. Die Reprise ab Takt 68 ist ähnlich der Exposition strukturiert. Exposition sowie Mittelteil und Reprise werden wiederholt.